# Kesmetepe, Besni
Kesmetepe là một thị trấn thuộc huyện Besni, tỉnh Adıyaman, Thổ Nhĩ Kỳ. Dân số thời điểm năm 2011 là 2.056 người.